# Fermana Football Club 2018-2019
Questa voce raccoglie le informazioni riguardanti la Fermana Football Club nelle competizioni ufficiali della stagione 2018-2019.

## Stagione
Nella stagione 2018-2019 la Fermana disputa il girone B del campionato di Serie C, raccoglie 47 punti, ultimo posto per poter partecipare ai Play-off. Nei quali incrocia il Monza, che si impone (2-0) il 12 maggio 2019, eliminando subito i gialloblù dalla corsa alla quarta promozione. E' salito in Serie B il Pordenone di Attilio Tesser che ha vinto il torneo con 73 punti, mentre il Pisa ha vinto i Play-off. La Fermana sempre allenata da Flavio Destro, parte molto bene, nel girone di andata ha raccolto 28 punti in sesta posizione, nonostante le due sconfitte finali, mentre nel girone di ritorno perde molte posizioni, centrando comunque i Play-off con l'ultimo posto disponibile. Nella Coppa Italia Serie C, i canarini non passano lo scoglio della fase a gironi nel gruppo H, che ha promosso il Teramo, terminando ultima anche alle spalle del Rieti, con un punto in classifica.

## Divise e sponsor
Lo sponsor tecnico per la stagione 2018-2019 è Macron, mentre gli sponsor ufficiali sono XL Extralight e Finproject.

## Organigramma societario
Area direttiva
- Presidente: Umberto Simoni

Area tecnica
- Allenatore: Flavio Destro
- Allenatore in seconda: Vincenzo Rodia
- Preparatore atletico: Francesco Negro
- Preparatore dei portieri: Stefano Ramundo

Area sanitaria
- Medici sociali: Eugenio Tosco
- Fisioterapista:Walter Costi
- Collaboratore sanitario: Collaboratore sanitario

## Rosa
Dal sito internet ufficiale della società:
| N. |                   | Ruolo | Calciatore        |
| -- | ----------------- | ----- | ----------------- |
| 1  | Italia (bandiera) | P     | Mattia Valentini  |
| 2  | Italia (bandiera) | D     | Edoardo Calzola   |
| 3  | Italia (bandiera) | D     | Walter Guerra     |
| 4  | Italia (bandiera) | C     | Gianluca Urbinati |
| 5  | Italia (bandiera) | D     | Marco Comotto     |
| 6  | Italia (bandiera) | D     | Marco Soprano     |
| 7  | Italia (bandiera) | C     | Gabriele Zerbo    |
| 8  | Italia (bandiera) | C     | Alex Misin        |
| 9  | Italia (bandiera) | A     | Luca Cremona      |
| 10 | Italia (bandiera) | A     | Massimo D'Angelo  |
| 11 | Italia (bandiera) | C     | Ilario Iotti      |
| 12 | Italia (bandiera) | P     | Paolo Ginestra    |
| 14 | Italia (bandiera) | D     | Edoardo Scrosta   |
| 15 | Italia (bandiera) | D     | Gianluca Clemente |

| N. |                           | Ruolo | Calciatore             |
| -- | ------------------------- | ----- | ---------------------- |
| 16 | Italia (bandiera)         | D     | Daniele Sarzi Puttini  |
| 17 | Albania (bandiera)        | A     | Luis Kacorri           |
| 18 | Italia (bandiera)         | C     | Armin Našić            |
| 19 | Italia (bandiera)         | D     | Federico Malavolta     |
| 20 | Italia (bandiera)         | C     | Manuel Giandonato      |
| 21 | Italia (bandiera)         | C     | Marco Marozzi          |
| 22 | Italia (bandiera)         | P     | Filippo Pavoni         |
| 23 | Italia (bandiera)         | A     | Luca Cognigni          |
| 24 | Italia (bandiera)         | C     | Samuele Maurizi        |
| 25 | Brasile (bandiera)        | A     | Victor Da Silva        |
| 26 | Paesi Bassi (bandiera)    | A     | Dennis van der Heijden |
| 27 | Costa d'Avorio (bandiera) | C     | Lamine Fofana          |
| 28 | Italia (bandiera)         | P     | Gianluca Marcantognini |
| 29 | Italia (bandiera)         | A     | Arturo Lupoli          |

## Risultati

### Serie C - girone B

#### Girone di andata
| Arbitro: | Angelucci (Foligno) |

|                        |           |  |
| Scrosta 36’ Lupoli 40’ | Marcatori |  |

| Salò 23 settembre 2018 2ª giornata | Feralpisalò         | 0 – 0 | Fermana | Stadio Lino Turina\| Arbitro: \| Gariglio (Pinerolo) \| |
| Arbitro:                           | Gariglio (Pinerolo) |       |         |                                                         |

| Arbitro: | Luciani (Roma) |

|              |           |  |
| Cognigni 11’ | Marcatori |  |

| Arbitro: | Panettella (Bari) |

|  |           |              |
|  | Marcatori | 52’ Urbinati |

| Arbitro: | Santoro (Messina) |

|  |           |                                  |
|  | Marcatori | 30’ Galuppini 35’ (aut.) Comotto |

| Fermo 14 ottobre 2018 6ª giornata | Fermana         | 0 – 0 | Südtirol | Stadio Bruno Recchioni\| Arbitro: \| Ricci (Firenze) \| |
| Arbitro:                          | Ricci (Firenze) |       |          |                                                         |

| Arbitro: | Colombo (Como) |

|                          |           |  |
| Casoli 15’ E. Marchi 38’ | Marcatori |  |

| Arbitro: | Marchetti (Ostia Lido) |

|                      |           |  |
| M. D'Angelo 11’, 59’ | Marcatori |  |

| Arbitro: | Maranesi (Ciampino) |

|  |           |                       |
|  | Marcatori | 31’ (rig.) Giandonato |

| Arbitro: | Clerico (Torino) |

|                       |           |  |
| Scrosta 63’ Zerbo 79’ | Marcatori |  |

| Arbitro: | Zufferli (Udine) |

|                          |           |  |
| M. Volpe 66’ Ferrani 70’ | Marcatori |  |

| Arbitro: | Pasciuta (Ravenna) |

|                                 |           |            |
| Lupoli 5’ Giandonato 39’ (rig.) | Marcatori | 70’ Konaté |

| Arbitro: | Ayroldi (Molfetta) |

|                                            |           |  |
| Clemente 16’ (aut.) Olcese 85’ Rizzato 88’ | Marcatori |  |

| Fermo 1° dicembre 2018 14ª giornata | Fermana                  | 0 – 0 | AlbinoLeffe | Stadio Bruno Recchioni\| Arbitro: \| Pashuku (Albano Laziale) \| |
| Arbitro:                            | Pashuku (Albano Laziale) |       |             |                                                                  |

| Arbitro: | Paterna (Teramo) |

|                             |           |  |
| Vantaggiato 31’ Defendi 36’ | Marcatori |  |

| Arbitro: | De Santis (Lecce) |

|            |           |  |
| Lupoli 60’ | Marcatori |  |

| Imola 15 dicembre 2018 17ª giornata | Imola                      | 0 – 0 | Fermana | Stadio Romeo Galli\| Arbitro: \| Robilotta (Sala Consilina) \| |
| Arbitro:                            | Robilotta (Sala Consilina) |       |         |                                                                |

| Arbitro: | Marcenaro (Genova) |

|  |           |              |
|  | Marcatori | 28’ D'Errico |

| Arbitro: | De Angeli (Abbiategrasso) |

|                                     |           |  |
| Calderini 21’ (rig.) Di Massimo 30’ | Marcatori |  |

#### Girone di ritorno
| Arbitro: | Nicoletti (Catanzaro) |

|  |           |             |
|  | Marcatori | 59’ Maurizi |

| Arbitro: | Annaloro (Collegno) |

|                       |           |  |
| Giandonato 41’ (rig.) | Marcatori |  |

| Arbitro: | Saia (Palermo) |

|               |           |             |
| Jefferson 87’ | Marcatori | 39’ Maurizi |

| Arbitro: | Zingarelli (Siena) |

|             |           |                     |
| Maurizi 57’ | Marcatori | 30’ (rig.) G. Gomez |

| Arbitro: | Feliciani (Teramo) |

|               |           |  |
| Galuppini 15’ | Marcatori |  |

| Arbitro: | Clerico (Torino) |

|                               |           |  |
| T. Morosini 55’ Mazzocchi 84’ | Marcatori |  |

| Arbitro: | Fiero (Pistoia) |

|  |           |                |
|  | Marcatori | 48’ Chinellato |

| Vicenza 16 febbraio 2019 27ª giornata | L.R. Vicenza       | 0 – 0 | Fermana | Stadio Romeo Menti\| Arbitro: \| Natilla (Molfetta) \| |
| Arbitro:                              | Natilla (Molfetta) |       |         |                                                        |

| Arbitro: | Marchetti (Ostia Lido) |

|  |           |                   |
|  | Marcatori | 81’ (rig.) Burrai |

| Arbitro: | Carrione (Castellammare di Stabia) |

|  |           |             |
|  | Marcatori | 16’ Malcore |

| Arbitro: | Perenzoni (Rovereto) |

|            |           |  |
| Lupoli 54’ | Marcatori |  |

| Arbitro: | G. Miele (Nola) |

|                                   |           |  |
| Konaté 30’ A. Ferrante 77’ (rig.) | Marcatori |  |

| Fermo 24 marzo 2019 32ª giornata | Fermana                 | 0 – 0 | Vis Pesaro | Stadio Bruno Recchioni\| Arbitro: \| Cosso (Reggio Calabria) \| |
| Arbitro:                         | Cosso (Reggio Calabria) |       |            |                                                                 |

| Arbitro: | Moriconi (Roma) |

|                 |           |              |
| Cori 59’ (rig.) | Marcatori | 52’ Urbinati |

| Fermo 7 aprile 2019 34ª giornata | Fermana           | 0 – 0 | Ternana | Stadio Bruno Recchioni\| Arbitro: \| Tremolada (Monza) \| |
| Arbitro:                         | Tremolada (Monza) |       |         |                                                           |

| Arbitro: | Meraviglia (Pistoia) |

|                                       |           |  |
| Steffè 24’ Procaccio 32’ Petrella 50’ | Marcatori |  |

| Arbitro: | Luciani (Roma) |

|           |           |              |
| Misin 42’ | Marcatori | 63’ Gargiulo |

| Arbitro: | Panettella (Bari) |

|                                            |           |  |
| Armellino 45+1’ Tentardini 78’ Chiricò 89’ | Marcatori |  |

| Arbitro: | Longo (Paola) |

|               |           |                                        |
| Malcore 90+2’ | Marcatori | 25’ Stanco 80’ Caccetta 90+5’ Cecchini |

### Play-off
| Arbitro: | Zingarelli (Siena) |

|                             |           |  |
| E. Marchi 17’ Reginaldo 82’ | Marcatori |  |

### Coppa Italia Serie C

#### Girone H
| Teramo 8 agosto 2018, ore 20:30 CEST 1ª giornata | Teramo              | 0 – 0 referto | Fermana | Stadio Gaetano Bonolis\| Arbitro: \| Maranesi (Ciampino) \| |
| Arbitro:                                         | Maranesi (Ciampino) |               |         |                                                             |

| Arbitro: | Petrella (Viterbo) |

|  |           |                      |
|  | Marcatori | 75’ Pepe 85’ Todorov |